# Stadio Olimpico (Nagano)
Lo stadio olimpico di Nagano è uno stadio da baseball di Nagano (Giappone).

## Storia
Venne utilizzato per l'apertura e le ultime cerimonie dei XVIII Giochi olimpici invernali. Lo stadio può contenere 30.000 persone.